# Max Lobkowicz

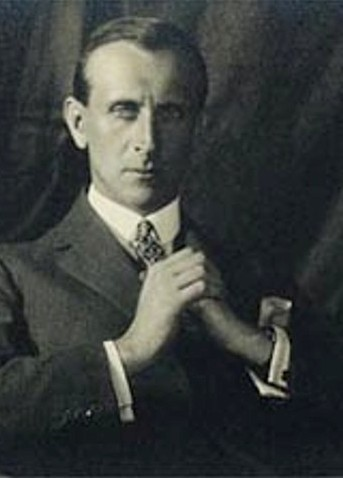
Max Lobkowicz

Maximilián Erwin Maria Josef Antonin Paduansky Jindrich Thomas Fürst von Lobkowicz (* 26. Dezember 1888 in Bilin, Leitmeritzer Kreis, Königreich Böhmen; † 1. April 1967 in Dover, Massachusetts) war ein tschechoslowakischer Diplomat. Er amtierte u. a. als tschechoslowakischer Botschafter in Großbritannien während des Zweiten Weltkriegs.

## Leben und Tätigkeit
Lobkowicz entstammte dem alteingesessenen böhmischen Adelsgeschlecht Lobkowitz. Seine Eltern waren Ferdinand Zdenek Lobkowicz und Anna Berta, geborenen Gräfin von Neipperg. Nach dem Schulbesuch studierte er Rechtswissenschaften an der Prager Karls-Universität. 1913 promovierte er dort zum Dr. jur.
Infolge des Verzichts des Vaters am 21. Oktober 1920 rückte Lobkowicz zum Fürsten von Lobkowicz, Herzog zu Raudnitz, Grafen zu Sternstein und zur Durchlauchtheit auf. Später verzichtete er im Zuge der Verbürgerlichung der tschechoslowakischen Gesellschaft auf diese Titel.
In der Zeit der Ersten Tschechoslowakischen Republik gehörte Lobkowicz, der über umfangreichen Landbesitz in Nordböhmen (mehr als 15.000 Hektar mitsamt einer Brauerei und einer Abfüllanlage) verfügte, zu den führenden Unterstützern derselben innerhalb des böhmischen Adels. In den Zwischenkriegsjahren gehörte er der Tschechoslowakischen Gesandtschaft in London als Legationsrat an, war aber seit 1926 die meiste Zeit aus gesundheitlichen Gründen beurlaubt. 
Infolge der deutschen Zerschlagung der Tschechoslowakei im Herbst 1938 emigrierte Lobkowicz, der sich gegen das Münchner Abkommen ausgesprochen hatte, nach Großbritannien. Von Oktober 1941 an bekleidete er dort auf Bitten des Präsidenten der tschechoslowakischen Exilregierung Edvard Beneš den Posten eines Gesandten und wurde im Juni 1942 zum Botschafter befördert. Er war damit der erste Botschafter in der Geschichte der Tschechoslowakischen Exilregierung.
Von den nationalsozialistischen Polizeiorganen wurde Lobkowicz nach seiner Emigration als Staatsfeind eingestuft: Im Frühjahr 1940 setzte das Reichssicherheitshauptamt in Berlin ihn auf die Sonderfahndungsliste G.B., ein Verzeichnis von Personen, die im Falle einer erfolgreichen deutschen Invasion Großbritanniens durch die Sonderkommandos der SS-Einsatzgruppen mit besonderer Priorität ausfindig gemacht und verhaftet werden sollten.
Ab 1940 beschlagnahmten die NS-Besatzungsbehörden im Protektorat Böhmen und Mähren einen Großteil seines Vermögens sowie seines sonstigen Besitzes: Dieser umfasste außer den erwähnten weitläufigen Ländereien, mitsamt Wäldern, landwirtschaftlichen Gütern, Obstgütern und der Mineralwasserabfüllung Biliner Sauerbrunn auch mehrere Schlösser, darunter das Schloss Roudnice/Raudnitz, den Stammsitz der Familie Lobkowicz (mitsamt der dazugehörigen umfangreichen Bibliothek, die mehr als 100.000 Bände, 600 Manuskripte und 1200 Inkunabeln umfasste). Der Gesamtwert des eingezogenen Eigentums wurde auf etwa 30 Millionen Reichsmark geschätzt. Schloss Roudnice wurde später als SS-Jugend-Erziehungsheim genutzt.
Nach dem Ende des Zweiten Weltkriegs wurde Lobkowiczs von der deutschen Besatzungsmacht konfiszierter Besitz zurückerstattet, jedoch bereits drei Jahre später, nach der kommunistischen Machtübernahme in der Tschechoslowakei, erneut beschlagnahmt. Ende der 1940er Jahre ließ er sich in den Vereinigten Staaten nieder.

## Familie
Lobkowicz heiratete am 1. Dezember 1924 in London Gillian Margaret Hope, gesch. Bonham-Carter, geb. Somerville (1890–1982), mit der er drei Söhne hatte.
Lobkowicz und seine Frau waren mit dem Dichter Karl Kraus befreundet, der ihnen eine Übersetzung/Nachdichtung von William Shakespeares Sonetten widmete, die 1933 in der Zeitschrift Die Fackel erschien.